# Херпетиформни дерматитис
 Херпетиформни дерматитис (Dermatitis herpetiformis (DH)) је хронична рекурентна болест из групе поремећаја изазваних уносом и преосетљивошћу на глутен. Њена главна клиничка манифестација је појава папуловезикуларне оспе са пратећим сврабом. Златни стандард за дијагнозу болести је директна имунофлуоресценција коже у околини лезија. Примарни начин лечења је безглутенска дијета.

## Етиологија
Херпетиформни дерматитис је ретка болест од које болују углавном млађе одрасле особе. Болест је учесталија код мушкараца у у односу на жене, са мушко : женским односом 1,5 — 1.9 : 1.
Као и код целијакије, и код болесника с херпетиформним дерматитисом уочена је висока преваленција HLA-DQ2 (90%) и HLA-DQ8 (5%) хаплотипова.

## Клиничка слика
Клиничком сликом доминирају кожне промене у облику:
- Еритематозних папула и уртикаријалних плакова, који су груписани у везикуле и напете мехурићи с центрифугалним растом, серознога или хеморагијског садржаја, са симетричном дистрибуцијом.
- Снажног осећаја жарења и сврбежа.
- Огољених подручја егзулцерисане коже и круста, које настају након пуцања була
- Хипопигментације или хиперпигментације, коже на местима након повлачња круста.[11]

Променама су најчешће захваћене екстензорне регије тела: предњи део бедара, колена, лактови, задњица и сакрална регија, с тим да подручје рамена, лопатице и скалпа такође може бити захваћено.
Иако само 10% пацијената има тегобе од стране дигестивног система, оштећење слузокоже танкога црева може се дијагностиковати код 65 — 75% болесника. Чак се и у пацијената с привидно нормалним налазом биопсије могу наћи суптилне промене слузокоже попут повећаног броја интраепителних лимфоцита које иду у прилог глутенској преосјетљивости. Ови пацијенти по правилу имају позитивну CD-специфичну серологију, а такође су под повећаним ризиком за настанак компликација повезаних с целијакијом попут аутоимуних болести, анемије, остеопорозе и сл.

## Дијагноза
Дијагноза се најпоузаније поставља на основу налаза карактеристичних ИгА зрнастих депозита на врху дермалне папиле у подручју субламине денсе базалне мембране, а присутни су и у болесној и у здравој кожи.
Златни стандард за дијагнозу ДХ је директна имунофлуоресценција коже у околини лезија. Анти-тТг се користе за дијагнозу, али и за процену пацијентовог поштовања безглутенске исхране и за процену оштећења цревне слузокоже. Откривена су антитела против епидермалне трансглутаминазе (анти-еТг), ензима за који се сматра да је главни аутоантиген код ДХ јер има 64%-тну хомологност с ткивном трансглутаминазом. Поједини аутоори сматрају да је 20% анти-тТг негативних пацијената по својој суштини анти-еТг позитивно.
Како је ова болест кожна манифестација целијакије, доказану дијагнозу ДХ-а би требало узети као индиректан доказ оштећења слузокоже и сматрати да није потребна дуоденална биопсија.

## Терапија
Дијета
Болесницима са постављаном дијагнозом херпетиформним дерматитисом саветује се безглутенска исхран, чак и када није доказана ентеропатија, с обзиром на то да се ради о оспи која је осјетљив на глутен. тиме се избегавају могуће компликације. Избегавање уноса глутенских производа током исхране смањује се осећај жарења и печења везико-еритематозних папула, и тиме доводи до побољшања патохистолошког налаза, који се утврђује биопсијом дуоденума.
Симптоматска терапија
За симптоматско лечење сврбежа и регресију кожних промена може се прописати дапсон, али при његовој примени треба узети у обзир тешке нуспојаве попут хемолитичке анемије, агранулоцитозе, метхемоглобинемије и периферне неуропатије.
Важно је напоменути да фармакотерапија нема резултата на ентеропатију, већ се опоравак слузокоже танкога црева може постићи само увођењем безглутенске исхране.